# Tinissa convoluta
Tinissa convoluta är en fjärilsart som beskrevs av Robinson 1976. Tinissa convoluta ingår i släktet Tinissa och familjen äkta malar. Inga underarter finns listade i Catalogue of Life.